# Сретен Асанович
Сретен Асанович (нар. 22 лютого 1931, поблизу Подгориці — 3 червня 2016) — письменник Чорногорії, який започаткував жанр новел у цій країні.

## Біографія
Народився 22 лютого 1931 року в Доньї-Кокоті, поблизу Подгориця. Він закінчив навчально-виховну школу, орієнтуючись на дошкільну освіту. З 1957 по 1960 р. він був головним редактором журналу «Сусрети»; редактор сараєвського журналу «Oslobodjenje» з 1960 по 1962 рік; перший головний редактор журналу «Odjek» з 1963 по 1965 рік; секретар Комісії з питань культури і мистецтва у Белграді з 1965 по 1972 р. та головний редактор журналу тітоградського журналу «Stvaranje» з 1973 по 1989 рік.
Асанович був президентом Асоціації письменників Чорногорії (1973—1976), віце-президентом Спілки письменників Югославії (1976—1979), президентом Спілки письменників Югославії (1979—1981), членом Лексикографічного інституту Загреба та редактором відділу літератури.

## Творчість
Асанович опублікував перше оповідання в журналі «Омладинський рух». В цьому журналі він писав журналістські твори: огляди фільмів і колонку «З життя відомих людей».

### Книги
- Dugi trenuci (Довгі моменти) (1956)
- Ne gledaj u sunce (Не дивись на сонце) (1960)
- Igra Vatrom (Граючи з вогнем) (1966)
- Lijepa Smrt (Прекрасна смерть) (1971)
- Opojno pice (Хмільний напій  (1977)
- Noc na golom brdu (Ніч на безплідній горі) (1980)
- O kulturi i stvaralastvu (Про культуру та акт творення) (1981)
- Lice kao zemlja  (Обличчя, як земля) (1988)
- Putnik (Мандрівник, роман) 1994.
- Martiri i pelegrini (Мученики та паломники). 2000.
- Вибрані твори (2003)
- Nomina (2006)
- Zvijezde padaju (Зірки падають)
- Kratke price (Короткі розповіді) 2015.

### Інші роботи
Асанович фігурує в антології оповідань під редакцією Каміля Сіджаріча. Він писав передмови, постскрипти та замітки до «Селекції чорногорських путівників XIX століття»
Були виконані радіо-драми Асановича Це зірка, «Тільки дощ і вітер». Він написав сценарії для документальних фільмів про чорногорську культура, місто Цетинє і землетрус 1979 року.
Творчість Асановича перекладена десятками мов. Новели письменника публікуються у газетах, журналах та антологіях більш ніж 20 мовами.

## Нагороди
- 1972 — Найвища національна нагорода Чорногорії
- 1967 — Премія визволення Подгориці за найкращий літературний твір
- 1981 — Премія Горана за кращу сербо-хорватську книгу року
- 1954 — Премія Ради освіт Чорногорії за новелу «Виконавець»
- 1957 — Премія Асоціації письменників Чорногорії за збірку новел
- 1959 — Премія Stvaranje за «Сонний вершник»,
- 1976 — Медаль братства і єдності